# Hagebrug
De Hagebrug is een brug in de Noord-Hollandse stad Haarlem. De brug overspant de Burgwal in de Burgwalbuurt in het centrum van de stad.
De brug verbindt de Hagestraat met de Raamsteeg. In het verlengde van de brug ligt over het Spaarne de Melkbrug en over de Herensingel de Herensingelbrug.
De brug is net zoals de Hagestraat vernoemd naar het Middelnederlands woord haag, dat tuin of bosje betekent. In vergelijking tot het Nederlands waarin het heg of heining betekent. De Hagestraat liep dan ook achter vele tuinen om.
De eerste vermelding van de Hagebrug stamt uit 1536. Begin 20e eeuw betrof de Hagebrug nog een ophaalbrug. In 1965 is deze versleten brug vervangen door een vaste brug.